# Зміїношия черепаха Паркера
Зміїношия черепаха Паркера (Chelodina parkeri) — вид черепах з роду Австралійська зміїношийна черепаха родини Змієшиї черепахи. Отримала назву на честь вченого Фредеріка Стенлі Паркера.

## Опис
Загальна довжина карапаксу досягає 27 см. Голова сплощена з боків. Шия довга і товста, 75 % довжини карапаксу. Карапакс має овальну форму, видовжений. лапи наділені плавальними перетинками.
Має унікальний малюнок на голові у вигляді чорно-білих смужок й плям, що нагадують мармурові прожилки. Карапакс коливається за кольором від коричневого до темно-коричневого з жовтим сітчастим візерунком у деяких особин. Забарвлення пластрону кремово-жовте. Верхня частина шиї й кінцівок сіра, нижня — від білого до рожевого.

## Спосіб життя
Полюбляє багаті рослинністю струмки, озера й річки, що пересихають у сухий сезон, великі зарослі болота у саванах. Харчується переважно рибою, іноді безхребетними.
Самиця за рік робить 2 кладки по 8—11 яєць майже сферичної форму (25,5–32 × 24–27 мм) у період з листопаду по лютий. Інкубація при температурі 27–33 °C триває близько 90 днів або 120 днів при 29 °C. Новонароджені важать 6 г і мають довжину карапакса 35 мм. Самиці відкладають яйця під воду, що є великою рідкістю серед черепах. Черепашенята починають їсти тільки через 1—2 тижні після вилуплення.

## Розповсюдження
Мешкає на о.Нова Гвінея: район о. Маррі та Балим, басейн річок Флай і Арамін.